# Salamat Ali Khan
Salamat Ali Khan (* 12. Dezember 1934 in Hoshiarpur/Punjab, Britisch-Indien; † 11. Juli 2001 in Lahore) war ein pakistanischer klassischer Sänger.

## Leben
Khan war der Sohn des Sängers Vilayat Ali Khan und Neffe des Sängers Ahmed Ali Khan. Er wurde in der Tradition der Sham Chaurassi Gharana ausgebildet, die gekennzeichnet ist durch vokale Duette. Er zeigte frühzeitig große Begabung und trat bereits 1942 mit seinem älteren Bruder Nazakat Ali Khan im Hörfunk auf. Die Brüder wurden als Nazakat-Salamat (bzw. Ali Brothers) populär und in den 1960er und 1970er Jahren auch international erfolgreich.
Nach der Teilung Indiens 1947 ging Khan nach Pakistan und lebte in Lahore. Die Zusammenarbeit mit seinem Bruder währte bis 1974, danach trat er mit seinen Söhnen Sharafat Ali Khan und Shafqat Ali Khan auf. 1988 und 1996 nahm er am Folklife Festival der Smithsonian Institution in Washington teil. Tourneen führten ihn u. a. nach Großbritannien, Italien, Deutschland, die Niederlande, Spanien, in die Schweiz, nach Indien und Bangladesch. Als Gastprofessor unterrichtete er am Berkley’s Center for New Music Audio and Technology der University of California. Für sein Wirken erhielt er zahlreiche Auszeichnungen, darunter 1977 den pakistanischen Pride of Performance, 1986 den Amir Khusro Award als bester klassischer Sänger, 1987 eine Goldmedaille der Faisalabad University und 1995 den Gandhi Award der University of Delhi. Auch seine Kinder Sukhawat Ali Khan und Reffat Salamat wurden als Musiker bekannt.